# Samuel Pereña i Reixachs
Samuel Pereña i Reixachs (Lleida, 1894/1895 - Olot, 9 de març de 1978) fou un
dirigent republicà i el primer alcalde de Tàrrega en la Segona República Espanyola.

## Vida prèvia a la Segona República
Nasqué a Lleida en una família de conviccions profundament republicanes. El seu pare fou Manuel Pereña i Puente, que fou el primer diputat republicà de la província de Lleida de 1903 a 1905, mentre que el seu germà, Alfred Perenya i Reixachs, fou conseller de la Mancomunitat de Catalunya amb Prat de la Riba i regidor de l'ajuntament de la ciutat de Lleida.
Samuel Pereña, resident a Tàrrega, treballà des de sempre dins dels nuclis republicans de la ciutat, ja sigui exercint la presidència de la Unió Republicana, vinculada a Esquerra Republicana de Catalunya, ja sigui anant a les llistes electorals amb aquests partits o presidint una entitat cultural dels diferents colors polítics de la ciutat, la Societat Ateneu, d'on va ésser president.
Després de la proclamació de la República per part de Francesc Macià el 14 d'abril de 1931, Samuel Pereña, com a regidor d'Unió Republicana de Tàrrega, també la proclamà des del balcó de l'ajuntament, en companyia dels regidors d'Acció Catalana Republicana. A més, demanà el traspàs de poders a l'alcalde Francesc Fité i Pons, cosa que fou dut a termé l'endemà mateix. El nou Comité Local Republicà quedà format per sis regidors d'Acció Catalana Republicana i sis més d'Unió Republicana. En el Llibre d'actes municipal, l'acta del 15 d'abril de 1931, l'encapçala Samuel Pereña com a president de l'ens municipal (alcalde).

## Exili

### 1939
Amb la derrota republicana a la Guerra de 1936, Samuel Pereña emprengué el camí de l'exili i va a França, on ingressà al camp de concentració d'Argelers.
Probablement, gràcies a l'ajut d'un aval, aconseguí sortir del camp de concentració i passà a residir a la població francesa d'Acs (en francès: Ax-les-Thermes). Des d'aquesta ciutat, aconseguí gestionar la sortida de diverses persones dels camps de concentració francesos, aconseguint-los llocs de treball, veritables o falsos, que els permeteren abandonar la misèria dels camps.
Després d'un temps Samuel decidí marxar d'Acs cap a Andorra on amb l'ajuda d'un altre targarí, l'advocat Ramon Vilaró i Campabadal, casat amb la també targarina Maria Castellà i Formiguera on arrendaren a un andorrà l'Hotel Mirador, un negoci gairebé inèdit a Andorra fins llavors però que, en una Europa agitada i amb grans moviments de persones, viuria dins de les seues parets fets dignes de ser novel·lats. Al llarg dels anys i per diverses sendes confluïren a l'Hotel Mirador refugiats de la Guerra de 1936, maquis, espies, agents de la Gestapo, col·laboracionistes, resistents francesos, passadors de refugiats, contrabandistes, conspiradors antifranquistes, literats
de llegenda i fins i tot un nazi clandestí que va acabar com a porter de l'hotel.

### 1941
Samuel Pereña demanà a un vell conegut seu, en aquells moments encara a la França ocupada pels nazis, que vingui a treballar a l'hotel acompanyat del seu germà: no era un altre que Joan Sasplugas i Arqués, l'últim alcalde de la Tàrrega republicana, que entrà a treballar al Mirador amb el seu germà Antoni, que havia estat cuiner de l'Hotel Ritz de Barcelona i que estava també exiliat.

### Dècada de 1950
El 1952, el Samuel es jubila. Continuen en front de l'hotel Joan Sasplugas i Arqués i Magda Triquell, que s'havien incorporat al personal després de la seva arribada al país, el 1940 i que a mitjans de la dècada s'havien establert pel seu compte al restaurant Metropol. Després de molts anys al davant de l'Hotel Mirador, s'acabà el contracte d'arrendament de l'hotel i s'instal·là en un pis del carrer Major d'Andorra la Vella.

## Retorn
Samuel Pereña acabà els seus dies, amb 83 anys, a Olot, en una residència per a la gent de la tercera edat. La seva família l'enterrà al cementiri de Tàrrega.